# Apocephalus antennatus
Apocephalus antennatus är en tvåvingeart som beskrevs av Malloch 1913. Apocephalus antennatus ingår i släktet Apocephalus och familjen puckelflugor. Inga underarter finns listade i Catalogue of Life.